# 은혼
《은혼》(일본어: 銀魂; ぎんたま 긴타마[*])은 소라치 히데아키가 그린 일본의 만화 작품이다. 주간 소년 점프(슈에이샤)에서 2004년 2호부터 2018년 42호까지 연재 후 점프 GIGA에서 2019 WINTER vol.1부터 vol.3까지 연재 후 공식 앱에서 연재되었다.

## 개요
《주간 소년 점프》에서 연재 중이며, 단행본은 2011년 10월 기준 일본에서 41권까지 간행되었고 당시 단행본 판매부수는 2300만부를 기록했다. 작가의 첫 연재 작품으로, SF 시대극 형식을 취한 인정 코미디 만화이다. 단행본은 2014년 10월 현재 54권까지 간행되었다.
횟수 계산은 ‘제○화’(第○訓; ○ 자리에 숫자가 들어간다)로 구분하며, 각 화의 부제에는 만화 본편 내용을 의식한 교훈 또는 작가의 의문, 속담 등이 들어있다. 주인공이 주위 인물들과 벌이는 난장판 개그가 스토리의 기본 노선이지만, 감동을 자아내는 인정담과 배틀 등 심각한 전개가 되는 일도 있다. 또 주인공 이외의 인물이 중심이 되어 진행하거나 주인공이 전혀 나타나지 않는 에피소드도 많다. 독특하고 정교하며 장대하면서도 템포 좋은 대사 표현이 특징으로, 매니악하고 과도한 패러디, 사회비판, 거침없는 음담패설, 업계 내부 이야기를 포함한 풍자, 작품에 대한 자학 등을 개그 소재로 삼고 있다. 《바람의 검 진선조》에 편승하여 연재가 시작되면서, 에도 막부 말기를 중심으로 한 역사상 인물들을 모티브로 한 캐릭터가 다수 등장한다.
연재 초기에는 지면상 앙케이트 결과가 좋지 않아 연재 순위도 후방으로 바닥을 맴돌고 있었다. 그 후 싸목싸목 인기가 올라가, 2013년 5월 현재 누계 4400만 부 이상을 발행하고 있다.
‘점프 페스타 아니메 투어 '05’에서 본작의 아니메 《~무슨 일이든 처음이 중요하므로 약간 힘들이는 정도가 딱 좋다~》(〜何事も最初が肝心なので多少背伸びするくらいが丁度よい〜)가 상영되었다. 텔레비전 아니메 작품 《은혼》(테레비 도쿄, 2006년 4월 ~ 2010년 3월)이 방송되었다. 2010년 4월 24일에는 극장판 《극장판 은혼 신역홍앵편》(劇場版 銀魂 新訳紅桜篇)이 개봉하였다. 2011년 4월 4일부터 2012년 3월 26일에 걸쳐 아니메 제2기인 《은혼’》(銀魂’)이 방송되었고, 약 반년간의 휴식을 거쳐 2012년 10월 4일에 방송이 재개되었다. 2013년 7월 6일에는 극장판 제2탄인 《극장판 은혼 완결편 해결사여 영원하라》(劇場版 銀魂 完結篇 万事屋よ永遠なれ)가 개봉하였다. 게임, 드라마 CD, 소설 등 다양한 미디어믹스가 이루어지고 있다.

## 줄거리
에도 말기에 천인(天人)이라고 부르는 외계인들의 습격으로 지구인과 천인 사이에 20여년에 걸친 전쟁으로 대다수의 무사와 양이지사(攘夷志士)가 천인이 벌인 전쟁에 참가했다. 하지만 천인의 막강한 힘에 무릎을 꿇은 막부는 천인의 침략을 인정하고 조약을 체결하게 된다. 무사들은 폐도령(廢刀令)으로 검을 잃고, 막부는 천인이 세운 괴뢰정권으로 변했다. 이 내용은 실제 일어난 쿠로후네 사건을 모티브로 하고, 에도 시대와 현대 문화 및 우주선을 자신의 감각에 맞게 섞어 놓았다. 이 무렵 은발의 무사인 사카타 긴토키가 동료들과 함께 기상천외한 생활을 겪는 이야기이다. 등장인물 대부분이 실존했던 인물에서 따왔고, 에도 막부 말기 무장경찰인 진선조(일본어: 新撰組 신센구미[*])의 패러디인 진선조(일본어: 眞選組 신센구미[*])가 등장한다(둘 다 일본어 발음이 같음). 이는 작가가 시대극을 좋아하기 때문에 그에 따른 설정으로 볼 수도 있고, 당시에 편집을 맡은 오오니시가 "신센구미가 등장하는 역사물을 만들어보자"해서 나온다고도 한다.

## 구성
짤막한 에피소드로 이루어져 있으나 전개에 따라 장편으로 될 때도 있다. 주요 내용은 다음과 같다.
- 57화~63화(7~8권): 카구라 귀향의 위기 · 바다돌이와 긴토키와 거대 에일리언 (우미보즈편)
  - 애니메이션의 40~42(2기)화에 해당
- 89화~97화(11~12권): 인간을 지배하는 마성의 검 홍앵, 과격파 테러리스트 귀병대 (홍앵편)
  - 애니메이션의 58~61, 62(3기)화에 해당
- 140화~제146화(17권): 기계 메이드 로봇과 터미널 중추부의 싸움(후요편)
  - 애니메이션의 69~71(4기)화에 해당
- 110화~123화(13~15권): 타에를 구하기 위한 야규가와의 검술대결 (야규편)
  - 애니메이션의 76~81(4기)화에 해당
- 129화~132화(15~16권): 오키타의 누나 미츠바 (미츠바편)
  - 애니메이션의 86화~87(5기)화
- 158화~168화(19~20권): 진선조 참모 이토 카모타로의 음모 (진선조 동란편)
  - 애니메이션의 101화~105(5기)화에 해당
- 174화~182화(20~21권): 깊은 바닷속 용궁, 오토히메의 야망 (용궁편)
  - 애니메이션의 115화~118(5기)화에 해당
- 189화~193화(22권): 개조당한 신체를 되돌리기 위한 몽키헌터 게임 (몽키헌터편)
  - 애니메이션의 121화~123(5기)화에 해당
- 203화~206화(24권): 어느날 신파치에게 날아온 한장의 러브레터 (펜팔편)
  - 애니메이션의 126화~128화에 해당
- 196화~201화 (23권): 사람대신 유령이 드나드는 이상한 온천과 스탠드 (스탠드편)
  - 애니메이션의 131화~134(6기)화에 해당
- 210화~228화(25권~26권): 치외법권의 도시, 요시와라 도원향에 햇빛을 들게하자 (요시와라 염상편)
  - 애니메이션의 139화~146(6기)화에 해당
- 239화~245화(28권): 톳시에 지배당한 오타쿠의 패왕이 돌아왔다 (톳시편)
  - 애니메이션의 157화~163화에 해당
- 247화~251화(29권): 바이러스에 감염된 메이드로봇 타마를 구하라 (타마 퀘스트편)
  - 애니메이션의 167화~170화에 해당
- 254화~262화(29권~30권): 요시와라에 퍼지는 마약밀매소동 (붉은 거미편)
  - 애니메이션의 177화~181(8기)화에 해당
- 265화~268화(31권): 은혼 내 인기투표 순위 (인기투표편)
  - 애니메이션의 182화~184화에 해당
- 270화~272화(31권): 오키타암살과 롯카쿠사건 (롯카쿠사건편)
  - 애니메이션의 186화~187(8기)화에 해당
- 275화~279화(32권): 고양이의 저주를 풀기위한 대혈투 (고양이편)
  - 애니메이션의 190화~192화에 해당
- 282화~289화(32~33권): 음양사들의 대전쟁 (음양사편)
  - 애니메이션의 195화~199화에 해당
- 297화~309화(34~35권): 하루사메 제 4단장 카다의 야망, 해결사와 카부키쵸의 위기 (카부키쵸 사천왕편)
  - 애니메이션 210화~214화에 해당
- 310화~311화: 하루사메 반란, 움직이는 다카스기 신스케 (카부키쵸 사천왕편 뒷이야기)
  - 애니메이션 215화에 해당
- 353화~360화(41권): 엘리자베스의 정체와 그의 목적 (렌호편)
  - 애니메이션 232화~236화에 해당
- 365화~370화(42권): 라이벌 세력 '견회조'의 등장으로 다시 한 번 신변을 위협받는 진선조, 밝혀지는 히지카타의 과거 (가시아귀편)
  - 애니메이션 244화~247화에 해당
- 372화~380화: 정체 불명의 남자 사카타 킨토키의 등장으로 만화가 바뀔 위기에 직면한 긴토키 (금혼편)
  - 애니메이션 253화~256화에 해당 (금혼Dash 1화~4화라고 하기도함)
- 386화~399화(44~45권): 요시와라의 전설의 기녀 스즈란과, 막부의 선대 정이 대장군 도쿠가와 사다사다 (일국경성편)
  - 애니메이션 254화~261화에 해당

## 소품

### 요로즈야
- 다시마 초절임

카구라가 좋아하는 먹거리로, 소요 아가씨가 '할아버지 겨드랑이 냄새보다 더 쉰내난다'라고 했다. 카구라의 영향을 받은 소요 아가씨가 노래 자랑에서 다시마 초절임을 물고 있는 모습이 TV에 나온 이후 다시마 초절임 붐을 일으키는 원인이 된다.
- 딸기 우유

긴토키의 먹거리 중 하나로 주로 숙취 때 마신다. 하지만 해결사의 애완 동물인 사다하루가 마셔서 본래 모습으로 변해 폭주한 적이 있다.
- 파르페

긴토키가 좋아하는 음식으로, 의사한테 당뇨병에 걸릴 수 있다는 진단을 받으면서도 일주일에 한번씩 꾸준히 먹고 있다(이미 이 설정을 잊었을지도 모른다).
- 안경

신파치의 본체로, 신파치를 쓰고 다니는 것.
- 우지 긴토키 덮밥

긴토키의 단골 정식집에서 만들어주는 따끈따끈한 밥 위에 삶은 팥을 잔뜩 얹은 덮밥으로, 히지카타가 고양이밥이라고 부른다.

### 진선조 (신센구미)
- 수면안대

오키타의 소지품중 하나이다. 눈이 그려져있고 오프닝이나 몇몇편에서 가끔 등장한다.
- 바주카포

진선조의 장비 중 하나로 오키타가 자주 사용한다. FGM-172 A/B SRAW과 흡사하며 사건이 일어날 때마다 무단으로 쏘기 때문에 진선조의 이미지를 떨어트리는 주 요인이다. 애니메이션에서는 히지카타가 쓰는 바주카포가 마요네즈 모양으로 나오기도 했다.
- 국중 법도(局中法度)

히지카타가 만든 진선조의 규칙으로 45개조로 이루어져 있으며, 이것을 한 개라도 어길 시 할복에 처한다.
- 마코토짱(일본어: 誠ちゃん)

테라카도 츠우가 생각해 낸 진선조의 이미지 마스코트 캐릭터로 긴토키가 사람의 상반신과 말의 앞다리를, 가구라가 시체 역할을, 신파치가 말의 뒷다리를 맡았다. 주로 '아~, 저질러 버렸다~'라고 한다. 명칭은 실제 진선조 깃발에 적힌 마코토(誠)라는 글자에서 유래했다.
- 아주 매운 전병

오키타의 누나 미츠바가 보내준 것으로 상당히 맵다. 매운 것을 좋아하는 오키타 때문에 진선조 둔영에 매달 갖다 준다.
- 마요네즈

히지카타가 음식에 뿌려 먹을 때 쓴다 이것은 "히지카타 스페셜"이라 불리며 본인은 잘먹는데 반해 다른사람들은 토가 나올 것 같아서 손사래친다.
- 배드민턴 라켓

야마자키가 시도때도 없이 사용한다.
- 신센구미 소시지

신센구미에 소속된 사람들이 자주 먹어서 신센구미 소시지라는 설정이 나온 것 같은데, 이 역시 작가가 잊어먹은 수많은 컨셉 중 하나이다.

### 무기 및 병기
- 토야코(동야호, 일본어: 洞爺湖)

긴토키의 전속 무기로, 목검이다. 1만년 정도 묵은 나무로 만든 목검을 통신판매로 샀다고 한다. 필살기를 갖지 못해 한이 생긴 토야코 선인이 살고 있다.
- 우산

야토족의 무기. 햇빛가리개도 되고, 총도 되고, 방패도 된다.
포탄도 막아내는 강력한 무기.
약간의 개조로 간장도 나온다.
- 사부로(일본어: 三郎)

히라가 겐가이가 만든 기계 로보트로, 귀병대에 입대했다가 죽은 아들의 이름에서 따왔다. 사람의 말을 알아듣고 자기한테 반항적인 말을 하면 반격한다.
- 저스터웨이(일본어: ジャスタウェイ)

살무사 반조 공장에서 생산된 폭탄으로, 원기둥에 두 개의 팔이 붙어 있고 윗부분은 반구형에 눈, 입이 그려진 형태를 하고 있다. 긴토키가 기억을 잃었을 동안에 이것을 만드는 일을 하게 된다.
등장 횟수가 적으나 의외로 인기가 높아 캐릭터 인기 투표에서 19위를 얻었다. 이후 저금통과 휴대폰 줄 등의 상품에 쓰이며 애니메이션에서도 자주 나온다.
- 홍앵(紅桜)

무라타 진테츠가 만든 명도(名刀)로, 칼을 찬 자는 나쁜 일을 당게 되는 요도(妖刀)이다. 이름은 '밝은 달에 비추면 칼의 몸체가 옅은 홍색(紅)을 띠어서 밤 벚꽃(桜)처럼 요염하게 아름답다'라는 구절에서 유래했다.
무라타 진테츠가 죽고 아들인 테츠야가 기계 기술을 연구해 칼과 융합하여 '대전함용 기계 기동병기'로 개조했다. '전백'(電魄)이라고 불리는 인공지능으로 사용자에 기생하여 그 몸을 조종하고, 전투 경위를 데이터화하여 학습 능력을 향상시킬 수 있는 '살아 있는 검'이라고 한다. 익숙한 사용자가 한 번 휘두르는 것이 전함 열 척의 전투력과 맞먹을 정도로 강하지만, 긴토키와 니조의 대결 당시 전부 파괴되었다.
- 네오 암스트롱 사이클론 제트 암스트롱 포(일본어: ネオアームストロングサイクロンジェットアームストロング砲)

해결사 일행이 '제1회 카부키쵸 눈 축제'에서 눈으로 만들었던 모양의 대포로 남성 생식기처럼 생겼지만, 하세가와, 가츠라, 삿짱, 오타에가 저마다 다른 얘기를 하였다. 애니메이션 46화의 스폰서 화면에 시청자가 눈으로 만든 사진을 보내기도 하였다. 전쟁 초기 이누이족이 성문을 함락하기 위해 쓰여졌다고 한다. 이름은 보신전쟁에서 관군이 사용한 암스트롱 포에서 유래했다.
- RYO-II

원작 제133화, 애니메이션 74화에 등장한 바이러스 병기로 이름의 원래 소재는 '여기는 카츠시카 구 카메아리 공원 앞 파출소(이하 여기는...)의 료츠 칸키치에서 따왔다. 애니메이션에서는 료츠 역의 라사르 이시이가 눈좀 역으로 우정 출연했다.
- 부쵸 코쿠로산(일본어: B-超5963)

RYO-II 바이러스에 유일하게 대항할 수 있는 백신으로 '여기는...'에서 '부장, 수고했어'라는 말에서 따왔다. 이것도 '여기는...' 30주년 기획에 따라 만든 것이다.
- 바카몬(일본어: 莫迦門)

마츠다이라가 갖고 온 기계 대포로 부쵸 고쿠로산을 카부키쵸에 뿌리기 위해 만든 것이다. RYO-II에 감염된 마츠다이라 대신에 감염을 피한 긴토키가 부쵸 고쿠로산을 발사했다. 원래 소재는 오오하라 부장이 료츠 칸키치에게 화낼 때의 말버릇이다. 이것 역시 '여기는...' 30주년 기획에 따라 만들어졌다.
- 타마테바코G(일본어: 玉手箱G)

용궁성의 지배자인 오토히메가 자신 이외의 지구인을 늙게 하기 위해 만든 노화촉진병기로 이 연기를 마시면 늙어버리게 된다.
- 요도 무라마샤

진선조 부장 히지카타 토시로가 동란편에서 얻은 요
검으로 평소에 학교도 가지 않고 방안에 틀어밖혀 있던 오타쿠 아들이 수학여행은 가고싶다고 엄마를 조
르자 화가난 엄마가 손에 잡히는 물건으로 아들을 베어 죽였다는 전설이 있다. 그때 썼던 무라마샤에 오타쿠 아들의 원한이 맺혀 검을 사용하는 사람은 저주를
받아 무기력한 오타쿠가 되어버리지만 히지카타 본인은 진선조를 지키려는 의지만으로 저주를 이겨냈다.
(은혼 진선조 동란편 애니 101~103화참조) 그러나 저주가 완전히 사라진 것은 아니기 때문에, 오타쿠의 인격인 톳시는 남아 있지만 그도 츠우공식팬클럽편(애니 157~163화)에서 성불하였다.

### 기타
- 안경 및 선글라스[9]

이 만화 및 애니메이션에서 대부분의 등장인물이 착용하며, 특히 안경은 신파치를, 선글라스는 하세가와를 나타내는 데에 쓰인다. 마츠다이라는 '검은 선글라스를 쓴 자는 거의 다 킬러'라고 말한다. 작가인 소라치는 대부분의 인물들이 안경이나 선글라스를 쓰고 있는 것에 대해 '인물의 특징을 갖기 어려워서'라고 말했다.
- 돗키리맨 씰(일본어: ドッキリマンシール)

에도에 사는 아이들 사이에 유행하고 있는 스티커. 과자에 덤으로 들어 있는 것으로 구하기 어려운 아이템도 있다. 원래 소재는 돗쿠리맨 씰(일본어: ビックリマンシール)이다.
- 하겐다즈(일본어: 破亜限堕津)

고급 아이스크림으로 오타에가 자주 사 먹는다. 하겐다즈의 한자 음역으로, 애니메이션에서는 하겐대쉬(일본어: 破亜限堕取)로 바뀌었다.
- 굴려라 굴려 지방연소기(일본어: まわる～まわ～る～脂肪は燃えるちゃん)

가구라가 멋대로 홈쇼핑에서 산 물건으로, 이후 긴토키와 신파치가 반품했다. 하루 12시간만 하면 뱃살이 빠지는 것 같지만 어디를 봐도 보통 훌라후프로만 보인다. 긴채널!의 대 에도 보도 STATION에서는 '너무 많이 사용하면 허리가 아프다'라는 결함이 발견되어 회수했다고 한다..
- 에일리언VS야쿠자

코에이(일본어: 光栄)극장에서 상영된 영화로 '수많은 에일리언과 수많은 타케우치 카타나가 싸운다'라는 내용이다. 원래 소재는 당시에 인기 있었던 영화 '에일리언 대 프레디터'와 '남쪽의 제왕'에서 유래했다.
애니메이션에서는 사정에 따라 주연 배우의 이름이 '오토나노지 죠(일본어: 音南寺 丈)'로 변경했다.
- 진지 사무라이 대화방(일본어: 真剣侍しゃべり場)

넷 상에 존재하는 사무라이가 진지하게 이야기를 주고 받는 장소로 전차남을 패러디한 원작 제8
- THE EDO(더 에도)

TV 와이드쇼로 쿠사노 히토요시가 진행한다. 일본TV의 '더 와이드'에서 유래했다.
- 맛좋은 바(일본어: んまい棒)

가츠라가 휴대하고 있는 비상식.비상시에는 연막으로도 된다. 가츠라가 애용하는 것은 〈혼포타주(콘 포타주)〉(와)과〈쇄라매(살라미)〉.긴토키에게는 선물로 초콜릿 바를 주지만 가구라가 뺏어갔다. 덧붙여서 하나노 아나운서도 콘 포타주와 살라미를 좋아한다.우마이 바가 모델.
- 아가씨의 성장기록(일본어: 若の成長記録)

토죠의 일기.쓰여져 있는 내용은 야규 큐베에를 향한스토커행위 그 자체. 이 일기에 의하면, 토죠 본인은 〈커텐의 샤아 라는 녀석〉이 신경쓰여 몇번이나 로프트에 가고 있는 것 같고 이것이 우라야규와의 사투보다 중요한 듯 하다.
- 기계가정부 에츠코짱(일본어: 機械家政婦 悦子ちゃん)

하야시 박사가 개발한 획기적인 메이드 로봇. 통칭 에츠꼬짱. 나가레야마의 쿠데타 사건으로 회수처분되었지만 암시장으로 팔리거나 하는 것 같다. 긴토키 들이 회수한 카라쿠리(꼭두각시)는 스넥바에서 손님의 말 상대를 하고 있다. 모델은〈가정부는 보았다!〉의 이치하라 에츠코. 〈아이, 로봇〉의 차세대 가정용 로봇 NS-5형과도 닮았다.
- OWee(오베)

벤텐도에서 만든 게임기로 Wii의 패러디. 이 게임기의 소프트웨어들은 전부 이상하게 생겼는데, '우득부득 메모리얼'과 노부나가의 야망에서 유래한 테트리스 형식의 '노부나가의 토사물', 드래곤 퀘스트에서 유래한 '드래곤 헌터-III' 등이 있다.
- 돔페리뇽

은혼 세계관에서 가장 고급이고 가장 비싼술. 74화에서는 오타에와 아네 사이에서 이것으로 엄청난 매상을 올린적이 있다.

### 애니메이션 오리지널
- MS-ZURA(모빌 슈트 즈라)
- 감전혈(일본어: 感電血)
- 저스탱크(일본어: ジャスタンク)
- SOL

## 관련 용어
- 해결사: 긴토키, 카구라, 신파치, 사다하루가 모여있는 사무소. 돈만 주면 무엇이든 다 해결해주는 한국으로 치면 흥신소 격인 사무소.
- 스낵 오토세: 해결사 사무소 아랫층에 있는 술집, 사장은 건물주 오토세이며 직원으로 천인 캐서린과 메이드로봇 타마가 있다.
- 터미널: 에도의 중심부로 이곳을 통해 많은 천인들이 오가며 교류하는 곳이다.
- 가부키쵸 사천왕: 사이고, 카다, 오토세, 도로미즈 지로쵸가 사천왕으로 불리고 있다.
- 쾌원대: 사카모토 타츠마가 이끄는 우주무역회사. 전 우주를 떠돌아다니며 장사를 한다. 야토족인 무츠가 부함장으로 있다.
- 귀병대: 타카스기 신스케가 부활시킨 과격파 테러리스트 조직, 본래 6명이었지만 사부로는 첫등장부터 사망처리됐고 니조 또한 '홍앵편'에서 홍앵에 침식되어 사망한다.
- 야규 일가: 재빠른 검술을 자랑하는 이름난 가문, '야규편'과 '최종장'에서만 완전체로 나오며 이 외에는 야규 큐베와 토죠 아유무만 드문드문 나온다.
- 천인: 지구가 아닌 별의 사람을 말한다. 야토, 신라, 렌호, 게이머성인 등 다양하며 이들의 정치적 침략을 막으려는 사상이 은혼의 양이사상이다.
- 에일리언: 인간을 잡아먹는 초거대 생물체. 에도의 중심부 터미널을 점거하는 바람에 대소동이 벌어지고 이를 다룬게 '우미보즈'편이다.
- 용궁성: 말 그대로 바닷속에 잠든 용궁. 오토히메가 실세다.
- 렌호: 하얀 천을 뒤집어쓰고 다니는 용병부족. 함선(별)은 암흑 속에서 나타났다 사라지기 때문에 신출귀몰의 용병부족이라 알려짐.
- 요시와라: 풀네임은 요시와라 도원향. 에도 지하의 기방이 모여있는 지역을 말하며 야왕 호우센에 의해 지배당하고 있다가 해결사 일행의 활약으로 지금은 자유지대가 된 곳이다.
- 진선조: 곤도 이사오를 중심으로 한 에도의 특수경찰집단. 만화의 서브 주역이며 신센구미를 주역으로 한 장편도 무려 3개나 된다.
- 견회조: 사사키 이사부로를 중심으로 한 또다른 특수경찰집단. 명문가 엘리트로만 구성되어 있으며 신센구미와는 배신과 동맹을 밥먹듯이 하는 사이.
- 양이지사 사천왕: 사카타 긴토키, 카츠라 코타로, 타가스기 신스케, 사카모토 타츠마로 구성된 양이지사 조직. 각각 '백야차' '광란의 귀공자' '귀병대 총독' '가츠라하마의 용'이라는 이명으로 불렸다. 전쟁이 끝난후에는 각기다른 목적을 이루기 위해 흩어진다.

## 3대 전투부족
- 야토: 기본적으로 인간과 유사한 모습을 하고있으며 권총과 방패기능이 겸비된 우산을 들고 다닌다. 햇빛에 약하나 어느 정도의 노출로 면역력을 키울 수 있는 듯 하다. 만화속 야토족은 카구라, 카무이, 우미보즈(칸코우), 코우카, 무츠, 아부토, 운교, 호우센.
- 신라: 암살자 이미지에 엄청난 스피드로 순식간에 상대를 공격하는 전투부족. 하나를 버리고 열을 취하는 집단전술로 유명하다. 하루사메 제4단장 카다가 있다.
- 다키니: 뿔 달린 초록도깨비 인상을 가진 전투부족, 긴토키의 옆집에 사는 헤도로가 다키니족 최강자로 손꼽힌다. 뿔의 개수가 강함과 연관된 듯 하다.

## 번외편
- 3학년 Z반 긴파치 선생(일본어: 3年Z組銀八先生)으로, 일본 인기 드라마《3학년 B반 킨파치 선생》을 패러디한듯.

사실 소라치 히데아키가 단행본 마지막에 장난삼아 땜빵으로 그리던 것이였으나 어쩌다 보니 소설까지 나왔다.
2023년 12월 17일, 점프 페스타 2024에서 2025년 방영이 확정되었다.

## 애니메이션

### 특징
- 2006년 10월부터 목요일 저녁 6시~6시 30분에 TV도쿄에서 방영중이다.
- 2010년 3월에 201화를 마지막으로 임시종영 이후 2011년 4월 신작으로 <은혼'> 라는 제목으로 2기(202화~252화)가 방영되었다.
- 2012년 3월에 252화를 끝으로 <은혼'>이 다시 임시종영되었다.
- 2012년 10월부터 2013년 3월까지 2기 연장전(253화~265화)가 방영되었다.
- 2015년 4월 8일부터 2016년 3월 30일까지 <은혼°>라는 제목으로 3기(266화~316화)가 방영되었다.
- 2017년 1월부터 4기(317화~328화)가 방영되었다.
- 은혼의 1차 임시종영 이후 '선발 은혼 씨[14]'가 방영되었다. 이는 기존의 인기 에피소드를 디지털 리마스터해서 보여주는 재방송이다. (OP/ED는 제작했다)
- 1기 분량인 1화~201화까지는 SD제작·방송(단, 96화는 HD로 제작·SD로 방송)되었다.
- 2기 202화부터는 HD제작, 방송했으며 265화까지 방송되었다.

### 주제가

#### 일본판 오프닝
| 기수  | 화수                        | 제목                                      | 노래                  | 작사            | 작곡                 | 편곡                      | 레이블       |
| ----- | --------------------------- | ----------------------------------------- | --------------------- | --------------- | -------------------- | ------------------------- | ------------ |
|       | 점프 페스타 아니메 투어 '05 | Planet X                                  | Audio Highs           |                 |                      |                           |              |
| 1     | 1~24                        | Pray                                      | Tommy heavenly6       |                 |                      |                           |              |
| 2     | 25~49                       | 먼 향기(일본어: 遠い匂い)                 | YO-KING               | YO-KING         | YO-KING              | 시마다 아키노리           | YO-KING      |
| 3     | 50~75                       | 은색의 하늘(일본어: 銀色の空)             | redballoon            | 이노우에 아키오 | 무라야 코오지        | redballoon, 혼마 아키미츠 | SME Records  |
| 4     | 76~99                       | 겹치는 그림자(일본어: かさなる影)         | Hearts Grow           |                 |                      |                           |              |
| 5     | 100~125                     | 담천(일본어: 曇天)                        | DOES                  |                 | 야마자키 원맨        |                           |              |
| 6     | 126~150                     | 당신MAGIC(일본어: アナタMAGIC)            | monobright            |                 |                      |                           |              |
| 7     | 151~176                     | Stairway Generation                       | Base Ball Bear        |                 |                      |                           |              |
| 8     | 177~201                     | Light Infection                           | Prague                |                 |                      |                           |              |
| 선발1 | 1~9                         | 질주·댄서(일본어: バクチ·ダンサー)        | DOES                  |                 |                      |                           |              |
| 선발2 | 10~27                       | 바람처럼(일본어: 風のごとく)              | 이노우에 죠           |                 |                      |                           |              |
| 선발3 | 28~39                       | 가능성 걸(일본어: 可能性ガール)           | 쿠리야마 치아키       |                 |                      |                           |              |
| 선발4 | 40~53                       | 카트니아고(일본어: カートニアゴ)          | FLiP                  |                 |                      |                           |              |
| 9     | 202~227                     | 도원향 에일리언(일본어: 桃源郷エイリアン) | serial TV drama       |                 |                      |                           |              |
| 10    | 228~240                     | 딜레마(일본어: ジレンマ)                  | ecosystem             |                 |                      |                           |              |
| 11    | 241~252                     | 원더랜드(일본어: ワンダーランド)          | FLiP                  |                 |                      |                           |              |
| 12    | 253~138C                    | LET'S GO OUT!                             | AMOYAMO               |                 |                      |                           |              |
| 13    | 257~265                     | 벚꽃 만월(일본어: サクラミツツキ)         | SPYAIR                | MOMIKEN         | UZ                   | SPYAIR                    |              |
| 14    | 266~277                     | DAY×DAY                                   | BLUE ENCOUNT          | 타나베 슌이치   | 타나베 슌이치        |                           |              |
| 15    | 278~291                     | 프라이드 혁명(일본어: プライド革命)       | CHiCO with HoneyWorks | HoneyWorks      | HoneyWorks           | HoneyWorks                |              |
| 16    | 292~303                     | Beautiful Days                            | OKAMOTO'S             |                 |                      |                           |              |
| 17    | 304~316                     | KNOW KNOW KNOW                            | DOES                  | 우지하라 와타루 | 우지하라 와타루 DOES |                           | Ki/oon Music |

#### 일본판 엔딩
| 기수  | 화수                      | 제목                                                      | 노래                    | 작사                           | 작곡                           | 편곡                       | 레이블          |
| ----- | ------------------------- | --------------------------------------------------------- | ----------------------- | ------------------------------ | ------------------------------ | -------------------------- | --------------- |
|       | 점프 페스타 애니 투어 '05 | 니네 엄마 XX다!(일본어: お前の母ちゃん××だ!)              | KAZMY WITH 네크로맨서즈 |                                |                                |                            |                 |
| 1     | 1~13                      | 풍선껌(일본어: 風船ガム)                                  | 캡틴 스트라이덤         |                                |                                |                            |                 |
| 2     | 14~24                     | MR.RAINDROP                                               | amplified               |                                |                                |                            | DefSTAR Records |
| 3     | 25~37                     | 눈의 날개(일본어: 雪のツバサ)                             | redballoon              | 이노우에 아키오                | 무라야 코오지                  | redballoon, 혼마 아키미츠  | SME Records     |
| 4     | 38~49                     | 캔디 라인(일본어: キャンディ·ライン)                      | 타카하시 히토미         | 타카하시 히토미                | TAKUYA                         | TAKUYA                     |                 |
| 5     | 50~62                     | 수라(일본어: 修羅)                                        | DOES                    | 우지하라 와타루                | 우지하라 와타루                | DOES                       | Ki/oon Records  |
| 6     | 63~75                     | 기적(일본어: 奇跡)                                        | 슈노켈                  | 니시무라 신야                  | 니시무라 신야                  | 슈노켈, TASUKU             | SME Records     |
| 7     | 76~87                     | SIGNAL                                                    | KELUN                   |                                |                                |                            |                 |
| 8     | 88~99                     | Speed of flow                                             | THE RODEO CARBURETTOR   |                                |                                |                            |                 |
| 9     | 100~112                   | 번데기(일본어: さなぎ)                                    | POSSIBILITY             |                                |                                |                            |                 |
| 10    | 113~125                   | This world is yours                                       | plingmin                |                                |                                |                            |                 |
| 11    | 126~138                   | 나, 사랑, 만남(일본어: I、愛、会い)                       | ghostnote               |                                |                                |                            |                 |
| 12    | 139~150                   | 빛났다(일본어: 輝いた)                                    | 시기(シギ)              |                                |                                |                            |                 |
| 13    | 151~163                   | 아침ANSWER(일본어: 朝ANSWER)                              | PENGIN                  |                                |                                |                            |                 |
| 14    | 164~176                   | 워 아이니(일본어: ウォーアイニー)                         | 타카하시 히토미         |                                |                                |                            |                 |
| 15    | 177~189                   | Wonderful days(일본어: ワンダフルデイズ)                  | ONE☆DRAFT               |                                |                                |                            |                 |
| 16    | 190~201                   | 이별의 하늘(일본어: サヨナラの空)                         | Qwai                    |                                |                                |                            |                 |
| 선발1 | 1~9                       | 우리들의 계절(일본어: 僕たちの季節)                       | DOES                    |                                |                                |                            |                 |
| 선발2 | 10~27                     | WAVE                                                      | Vijandeux               |                                |                                |                            |                 |
| 선발3 | 28~39                     | IN MY LIFE                                                | AZU                     |                                |                                |                            |                 |
| 선발4 | 40~53                     | 벚꽃소리(일본어: 桜音)                                    | 피코(ピコ)              |                                |                                |                            |                 |
| 17    | 202~214                   | 사무라이 하트(일본어: サムライハート(Some Like It Hot!!)) | SPYAIR                  |                                |                                |                            |                 |
| 18    | 215~227                   | 밸런스 돌(일본어: バランスドール)                         | Prague                  |                                |                                |                            |                 |
| 19    | 228~240                   | 아나그라(일본어: アナグラ)                                | 검은 고양이 첼시        |                                |                                |                            |                 |
| 20    | 240~252                   | 동료(일본어: 仲間)                                        | Good Coming             |                                |                                |                            |                 |
| 21    | 253~256                   | 문워크(일본어: ムーンウォーク)                            | MONOBRIGHT              | 모모노 요스케, 데구치 히로유키 | MONOBRIGHT                     | MONOBRIGHT                 |                 |
| 22    | 257~265                   | 익스펙트(일본어: エクスペクト)                            | PAGE                    | PAGE                           | PAGE                           | PAGE, 타카네 신사쿠        |                 |
| 23    | 266~277                   | Destiny                                                   | 네고토                  | 아오야마 사치코                | 마스다 미즈키, 아오야마 사치코 | 네고토                     |                 |
| 24    | 278~291                   | 마지막까지 Ⅱ(일본어: 最後までⅡ)                           | Aqua Timez              | 후토시                         | 후토시                         | Aqua Timez & akkin         |                 |
| 25    | 292~303                   | 글로리어스 데이즈(일본어: グロリアスデイズ)               | THREE LIGHT DOWN KINGS  |                                |                                |                            |                 |
| 26    | 303~316                   | 저기 바라 봐(일본어: あっちむいて)                        | Swimy                   | Takumi                         | Takumi Swimy, keiich wakui     | Takumi Swimy, keiich wakui | Ariola Japan    |

#### 국내판 오프닝
| 기수 | 화수 | 제목 | 노래   | 작사   | 작곡   | 편곡           | 레이블 |
| ---- | ---- | ---- | ------ | ------ | ------ | -------------- | ------ |
| 1    | 1~49 | 질주 | 김경호 | 신동식 | 박정식 | 양남승, 박정식 |        |

#### 국내판 엔딩
| 기수 | 화수 | 제목 | 노래     | 작사 | 작곡 | 편곡 | 레이블 |
| ---- | ---- | ---- | -------- | ---- | ---- | ---- | ------ |
| 1    | 1~49 | One  | 펄스데이 |      |      |      |        |

#### 삽입곡
XX로 표기된 것 중에서 원래 뜻은 괄호를 쳤으며, 엔딩에 표기된 것은 굵은 글씨체로 했다.
| 화수       | 제목                                                          | 노래                         | 작사                               | 작곡            | 편곡        |
| ---------- | ------------------------------------------------------------- | ---------------------------- | ---------------------------------- | --------------- | ----------- |
| 75         | 니네 엄마 XX다!(일본어: お前の母ちゃん××だ!)                  | 테라카도 츠우                | 소라치 히데아키, 야마토마 아카츠키 | Audio Highs     | Audio Highs |
| 6, 30      | 니네 아빠는 XX(일본어: XX お前の父ちゃん××)                   | 테라카도 츠우                |                                    |                 |             |
| 30, 92     | 니네 오빠는 히키코모리(일본어: お前の兄ちゃんひきこもり)      | 테라카도 츠우                | 테라카도 츠우                      | 테라카도 츠우   |             |
| 55, 56, 75 | XX(경찰)들 X(응가)나 쳐먹어(일본어: チョメ公なんざクソくらえ) | 테라카도 츠우                | 야마토마 아카츠키                  | Audio Highs     | Audio Highs |
| 59, 60, 75 | 해결사 블루스(일본어: 万事屋ブルース)                         | 하이즈오 이즈오              | 야마토마 아카츠키                  | 하이즈오 이즈오 |             |
| 84         | CAT'S EYE                                                     | Anri                         |                                    |                 |             |
| 6, 30      | 카토켄 삼바!(일본어: カトケン サンバ！)                       | 카토켄(성우:타나카 카즈나리) | 야마토마 아카츠키                  | Audio Highs     | Audio Highs |

#### 극장판
| 극장판 제목                            | 제목                                                                    | 노래   | 작사            | 작곡            | 편곡 | 레이블 |
| -------------------------------------- | ----------------------------------------------------------------------- | ------ | --------------- | --------------- | ---- | ------ |
| 극장판 은혼: 신역 홍앵편               | 도박·댄서(일본어: バクチ·ダンサー), 우리들의 계절(일본어: 僕たちの季節) | DOES   | 우지하라 와타루 | 우지하라 와타루 |      |        |
| 극장판 은혼: 완결편 해결사여 영원하라  | 현상 파괴(일본어: 現状ディストラクション)                               | SPYAIR | MOMIKEN         | UZ              | UZ   |        |
| 극잔판 은혼: THE FINAL(2021, 1.8 개봉) |                                                                         |        |                 |                 |      |        |

### 방송 내용

#### 패러디
원작에서도 북두심헌(北斗心軒, 일본어 발음으로 북두신권과 같음)과 이웃집 페드로 같은 패러디가 있지만, 애니메이션에는 그 이상의 패러디를 여러 곳에서 볼 수 있다. 게재 중인 주간 소년 점프의 작품에 관한 소재와, 이 만화를 제작한 선라이즈에 관련된 일, 스태프 및 배역에 관한 것들이 많거나, 건담시리즈 소재의 비율도 많다. 다른 점프 연재 작품의 소재가 나오면 엔딩 크레딧의 '협력'에 '주간 소년 점프 편집부'라고 표시된다.
주요 패러디
- 25화: 데스노트
- 34화: 전차남
- 30화: 명탐정 코난외 탐정 만화들
- 50화

가구라: 원스 어폰 어 타임 인 아메리카,
기동전사 건담 역습의 샤아
오토세&캐서린: 프리큐어
오타에: 드래곤볼, 원피스, 블리치
곤도: 로마의 휴일, 로미오와 줄리엣
가츠라: 베르사유의 장미
황태자: 정글북, 스타워즈
히지카타: 세계의 요리쇼
오키타: 주온
- 62화: 테니스의 왕자
- 93화: 울트라맨
- 97화: 루팡 3세
- 98화: 슈퍼 마리오
- 100화(점프 40주년 기념), 119화: 드래곤볼
- 109화: 성룡의 프로젝트 A
- 113화: 바람계곡의 나우시카
- 121화: 몬스터 헌터
- 148화: 쏘우
- 150화: 신세기 에반게리온
- 161화: 서유기
- 162화: 유희왕
- 164화: 도라에몽, 터미네이터
- 167화~170: 드래곤 퀘스트
- 183화: 북두신권
- 202화: 원피스
- 224화: 링
- 225화, 226화: 프리즌 브레이크
- 248화: 슬럼독 밀리어네어

### 내레이션
이 프로그램은 기본적으로 시무라 신파치 역의 사카구치 다이스케가 맡고 있으나, 가끔 다른 내레이터가 출연하는 경우도 있다. 1, 2, 8, 49화는 하세가와 타이조 역의 타치키 후미히코가, 12화는 키노미야 료코가 담당했다. 국내 투니버스판에서는 시영준이 담당하고 있다.

## 실사 영화
2017년 7월 14일에 실사 영화 「은혼」이 공개되었고, 2018년 8월 17일에 후속편인 「은혼 2: 규칙은 깨라고 있는 것」이 제2탄으로 공개되었다.

## 드라마
영화와 같은 캐스트·스탭에 의한 오리지널 드라마. 드라마에선 오키타 미츠바 역의 키타노 키이, 야마자키 사가루 역의 토즈카 쥰키가 추가되었다. 미츠바편으로 불리며 원작만화의 129~132화, 애니의 86~87화의 내용을 실사화하였다. 극중 무장경찰 신센구미(真選組)가 활약하는 원작의 인기 에피소드가 전 3화에서 실사 드라마화되어, 영상 전달 서비스 dTV 7월 15일부터 1화 무료 서비스로 방영되었다. 또한 오리지널 드라마라고해도 원래의 이야기를 쓰는 것이 아니라 원작의 에피소드를 영화와는 별도로 드라마화 한 것이다.

## 상품 정보

### 공식 캐릭터북
- 긴채널!(일본어: 銀ちゃんねる!)

애니메이션화를 기념해 제작한 팬북으로, '더 텔레비전' 비슷한 TV정보 잡지의 분위기로 원작 제 106화까지 등장했던 모든 캐릭터를 상세하게 소개하고 있다. 권말에는 작가의 취재와 인터뷰 등도 게재했다. 또 은혼 캐릭터의 모델도 쓰여 있다.

### 공식 캐릭터북 2
- 은혼 5년생(일본어: 銀魂五年生)

### 공식 애니메이션 가이드북
- 은혼 애니메이션 와글와글 상자(일본어: 銀魂あにめガヤガヤ箱)
- 은혼 애니메이션 파라파라 관(씨어터)(일본어: 銀魂あにめパラパラ館)

### 공식 애니메이션 코믹스
- 은혼 소라치 히데아키 셀렉션 - 머리를 비우고 즐겨라! 공(空) 편

(일본어: 銀魂 空知英秋 SELECTION 頭「空っぽ」にして樂しめ! 空篇)
- 은혼 소라치 히데아키 셀렉션 - 여러 가지 풍자가 있는 지적 개그! 지(知) 편

(일본어: 銀魂 空知英秋 SELECTION いろんな捻った「知的」ギャグ! 知篇)
소라치는 일본어로 '空知'라고 쓰며, 각각 '빌 공-空'과 '알 지-知'이다. 두 책의 제목은 작가 소라치 히데아키의 이름에서 따온 듯 하다.

### 게임
주간 소년 점프 잡지에서 캐릭터의 대사 등, 게임 중에 등장하는 설정을 모집하는 경우도 있다.
- 닌텐도 DS 전용
  - 점프 슈퍼스타즈(일본어: ジャンプスーパースターズ) 2005년 8월 8일 발매(닌텐도)
  - 은혼 디에스-해결사 대소동!(일본어: 銀魂でぃ～えす・万事屋大騒動!) 2006년 9월 21일 발매(반다이 남코 게임즈)
  - 점프 알티메트 스타즈(일본어: ジャンプアルティメットスターズ) 2006년 11월 23일 발매(닌텐도)
  - 은혼 긴토키 vs 히지카타!? 카부키쵸 은구슬 대 쟁탈전!!(일본어: 銀魂 銀時vs土方!? かぶき町銀玉大争奪戦!!) 2006년 12월 14일 발매(반프레스트)
  - 은혼 은구슬 퀘스트 긴토키가 전직하거나 세계를 구하거나(일본어: 銀魂 銀玉くえすと 銀さんが転職したり世界を救ったり) 2007년 12월 발매(반프레스트)
- 플레이스테이션2 전용
  - 은혼 긴토키와 함께! 나의 카부키쵸 일기(일본어: 銀魂 銀さんと一緒!ボクのかぶき町日記) 2007년 8월 30일 발매(반다이 남코 게임즈)
- Wii전용
  - 은혼 해결사 튜브 츳코마블 동영상(일본어: 銀魂 万事屋ちゅ～ぶ ツッコマブル動画) 2007년 10월 25일 발매(반다이 남코 게임즈)

### 소설
- 3학년 Z반 긴파치 선생(일본어: 3年Z組銀八先生)

은혼의 번외편을 소설화한 것으로, 작가는 소라치 히데아키와 오오사키 토모히토. 토한의 2006년도 베스트셀러 <신간-소설> 부문에서 1위를 차지했다.
- 3학년 Z반 긴파치 선생 2-수학여행이다! 전원집합!!(일본어: 3年Z組銀八先生2-修学旅行だよ!全員集合!!)
- 3학년 Z반 긴파치 선생 3-학생상담실에 가자!(일본어: 3年Z組銀八先生3-生徒相談室へ行こう！)
- 3학년 Z반 긴파치 선생 4-저런일 이런일이 있었지만!!(일본어: 3年Z組銀八先生3-あんなことこんなことあったでしょーがァァ!!)
- 3학년 Z반 긴파치 선생 리턴즈-냉혈경파 다카스기군(일본어: 3年Z組銀八先生リタ-ンズ 冷血硬派高杉くん)

### 기타
- 은혼 -무엇이든 처음이 중요하므로 다소 발돋움하는 정도가 딱 좋다-(일본어: 銀魂 〜何事も最初が肝心なので多少背伸びするくらいが丁度良い〜)

점프 페스타 아니메 투어 2005 등에서 방영된 동명의 애니메이션 작품을 수록한 책으로, 권말에 설정자료집 등을 수록했다.
- 은혼 극장판 신역 홍앵편
- 은혼 극장판 해결사여 영원하라

## 같이 보기
- 은혼의 등장인물 목록
- 은혼의 방영 정보 목록
- 은혼의 단행본 정보 목록
- 에도 막부
- 신선조
- 도야호